# Janusz Burakiewicz
Janusz Burakiewicz (ur. 20 listopada 1916 w Petersburgu, zm. 28 listopada 1989) – polski ekonomista i polityk. Minister żeglugi w latach 1964–1969 oraz minister handlu zagranicznego w latach 1969–1971.

## Życiorys
Urodził się w rodzinie nauczycielskiej jako syn Wincentego i Janiny. W 1937 ukończył studia w Szkole Głównej Handlowej w Warszawie. Od 1935 był praktykantem i urzędnikiem w oddziale Banku Polskiego w Suwałkach. Odbył także służbę w Wojsku Polskim. Po wybuchu wojny polsko-niemieckiej przebywał na terenie Warszawy, gdzie podejmował się prac dorywczych. Walczył w konspiracji, następnie aresztowany przez Niemców. W latach 1941–1945 był osadzony na Pawiaku, w obozie koncentracyjnym w Auschwitz i Sachsenhausen.
15 lipca 1945 wstąpił do Polskiej Partii Robotniczej. Został inspektorem w Ministerstwie Przemysłu i Handlu w Łodzi, potem do 1947 dyrektor działu kadr w Centralnym Zarządzie Przemysłu Hutniczego w Katowicach. W latach 1947–1949 wicedyrektor departamentu w Ministerstwie Przemysłu i Handlu, a do 1950 dyrektor departamentu w Ministerstwie Handlu Zagranicznego. W latach 1950–1952 radca handlowy Ambasady PRL w Budapeszcie, 1952–1953 dyrektor gabinetu ministra handlu zagranicznego, a do 1955 dyrektor biura działu handlu w Urzędzie Rady Ministrów. Od 1955 do 1958 ponownie radca handlowy, tym razem Ambasady PRL w Berlinie.
Od 1948 członek Polskiej Zjednoczonej Partii Robotniczej. Od 1958 do 1964 podsekretarz stanu w Ministerstwie Handlu Zagranicznego, a w latach 1969–1971 minister, w okresie 1964–1969 minister żeglugi. Od 1971 do 1978 ambasador PRL w Jugosławii, po czym do 1982 był prezesem Polskiej Izby Handlu Zagranicznego. W latach 1969–1974 był także wiceprezesem Zarządu Głównego ZBoWiD.
Mieszkał w Warszawie. Żonaty z Wandą Pauliną z domu Ślusarczyk (1919-2002). Pochowany na cmentarzu Powązki Wojskowe w Warszawie (kwatera 3A tuje-1-43).

## Odznaczenie
Posiadał m.in. następujące odznaczenia:
- Krzyż Komandorski z Gwiazdą Orderu Odrodzenia Polski
- Krzyż Kawalerski Orderu Odrodzenia Polski (1954)[6]
- Order Sztandaru Pracy I klasy (1969)[7]
- Order Sztandaru Pracy II klasy
- Złoty Krzyż Zasługi (1946)[8]
- Krzyż Oświęcimski
- Odznaka 1000-lecia Państwa Polskiego (1966)[9]
- Odznaka 25-lecia Ligi Obrony Kraju (1970)[10]